# Ain Dubai
Ain Dubai (Arabisch: عين دبي) is het grootste en hoogste reuzenrad ter wereld, gelegen op Bluewaters Island, vlak bij de Dubai Marina in Dubai, Verenigde Arabische Emiraten.

## Achtergrond
Ain Dubai (voorheen de Dubai Eye of Dubai-I  genoemd), is 's werelds hoogste en grootste reuzenrad, met een hoogte van 250 meter en werd aangekondigd in februari 2013.  Hyundai Engineering & Construction en Starneth Engineering werden aangesteld als de primaire ontwerp- en constructie-aannemers, samen met KCI, de ingenieurs die de complete wielconstructie ontwierpen en engineerden, inclusief de installatietechniek. De bouw begon in mei 2015,  de voltooiing was gepland medio 2019. Vertragingen duwden de geplande opening naar 20 oktober 2020, om samen te vallen met Expo 2020.  Deze werd uitgesteld vanwege de COVID-19-pandemie. Het reuzenrad werd een jaar later geopend op 21 oktober 2021 door de Emir van Dubai Mohammed bin Rasjid Al Maktoem.
Ain Dubai is 82,4 meter hoger dan het voormalige hoogste reuzenrad ter wereld, de 167,6 meter hoge High Roller, die in maart 2014 in Las Vegas werd geopend.
Het reuzenrad kan tot wel 1.750 passagiers vervoeren in de 48 capsules en biedt uitzicht op de jachthaven van Dubai en bezienswaardigheden zoals Burj Al Arab, Palm Jumeirah en Burj Khalifa. 
Vijf maanden na de opening werd op 14 maart 2022 de attractie alweer gesloten voor onderhoudswerkzaamheden. De aankondigingen om weer open te gaan werden telkens uitgesteld. Een reden voor het meermalige uitstel is officieel niet bekendgemaakt. 
Funderingsproblemen en vervormingen van de twee wielen waartussen de gondels hangen, waardoor het reuzenrad niet recht draait, zouden volgens verschillende social media de oorzaken zijn van de problemen. 
Op 26 december 2024 heropende Ain Dubai voor het publiek.